# Ichneumon larvicida
Ichneumon larvicida är en stekelart som beskrevs av Georg Ludwig Scharfenberg 1805. Ichneumon larvicida ingår i släktet Ichneumon och familjen brokparasitsteklar. Inga underarter finns listade i Catalogue of Life.